# 科斯特羅馬區

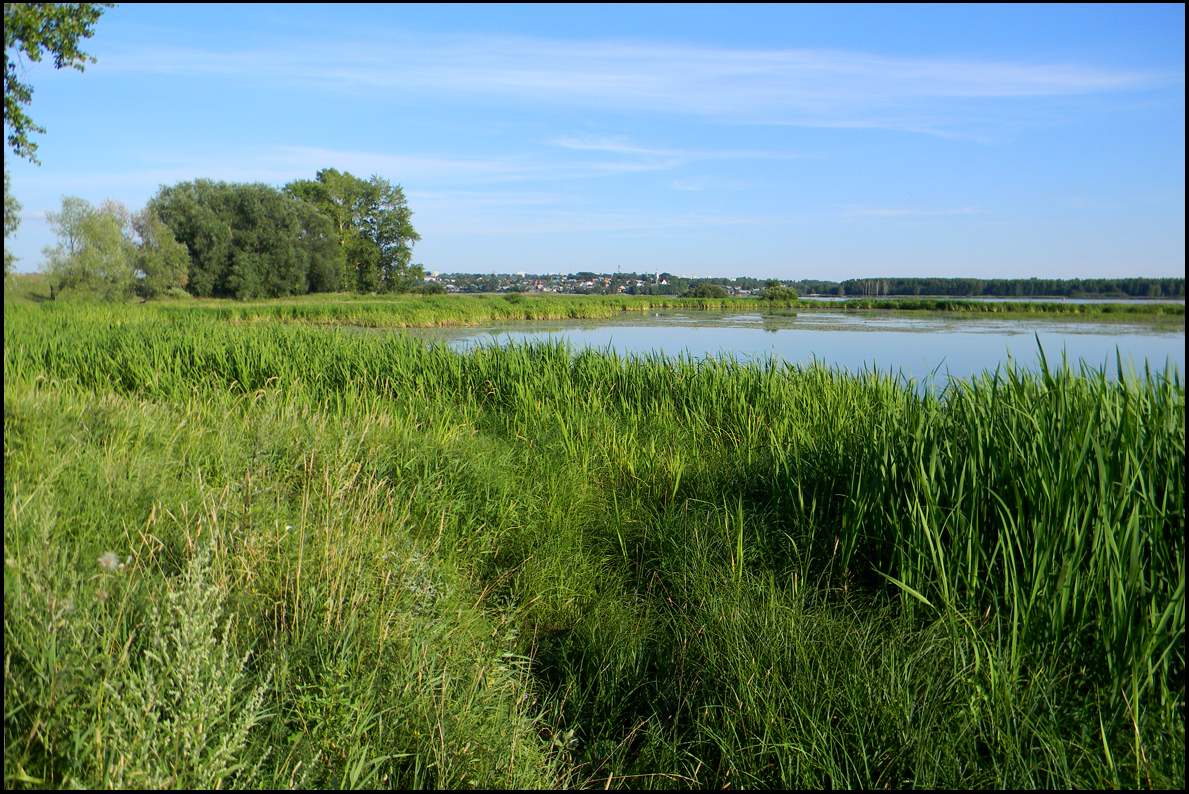

57°46′N 40°56′E / 57.767°N 40.933°E
科斯特羅馬區（俄语：Костромской район），是俄羅斯的一個區，位於該國西部，由科斯特羅馬州負責管轄，面積2,040平方公里，2010年人口44,524，人口密度每平方公里21.83人。